# Carl Holmdahl

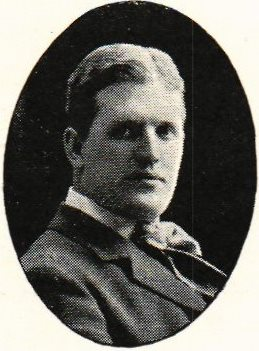
Carl Nathanael Holmdahl

Carl Nathanael Holmdahl, född 25 maj 1876 i Göteborg, död 25 juni 1936, var en svensk läkare.
Efter studentexamen i Halmstad 1894 blev Holmdahl filosofie kandidat 1898, avlade mediko-filosofisk examen 1899, blev medicine kandidat 1901 och medicine licentiat 1906, allt i Lund. Han var regnellsk stipendiat och extra amanuens vid Serafimerlasarettets kirurgiska klinik 1903, tillförordnad amanuens vid kirurgiska kliniken i Lund 1903, amanuens där 1904–05, tillförordnad underläkare där 1904 och 1905, amanuens vid obstetrisk-gynekologiska kliniken i Lund 1905–06, underläkare vid Malmö allmänna sjukhus 1906–08 och under denna tid tillförordnad överläkare under sammanlagt ett halvt år. Han var medföreståndare och lärare i sjukgymnastik vid Sydsvenska sjukgymnastinstitutet 1909–17 och läkare vid Helsingborgs vanföreanstalt från 1913. Han var tillika läkare vid sinnesslöanstalten Nyhem i Helsingborg från 1916.
Holmdahl var ledamot av stadsfullmäktige i Helsingborg från 1919, medlem av kyrkorådet i Helsingborgs Maria församling och ledamot av allmänna kyrkomöten 1925, 1926 och 1929.
Holmdahl gifte sig 1908 med Ida Maria Björck (1887-1978). En son till dem var läkaren Henrik C:son Holmdahl och en dotter Kerstin Holmdahl, gift med rikspolischefen Carl Persson.